# Грозьово

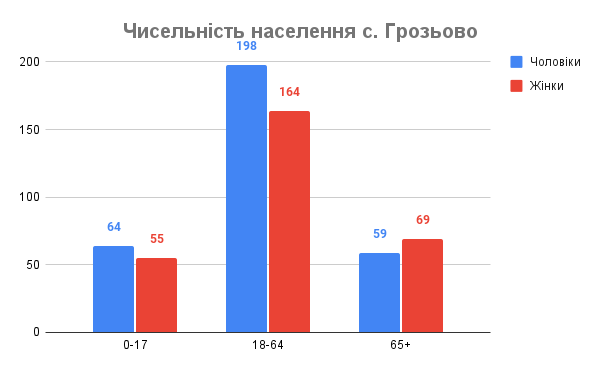
Чисельність населення с. Грозьово, 2021.

Гро́зьово (Грозова) — село в Україні, у Самбірському районі Львівської області. Орган місцевого самоврядування — Грозівська сільська рада. З 2020 року — Стрілківська сільська рада.

## Назва
Автентична назва села — «Ґрозьова». 1989 р. селу надали сучасну назву.

## Географія

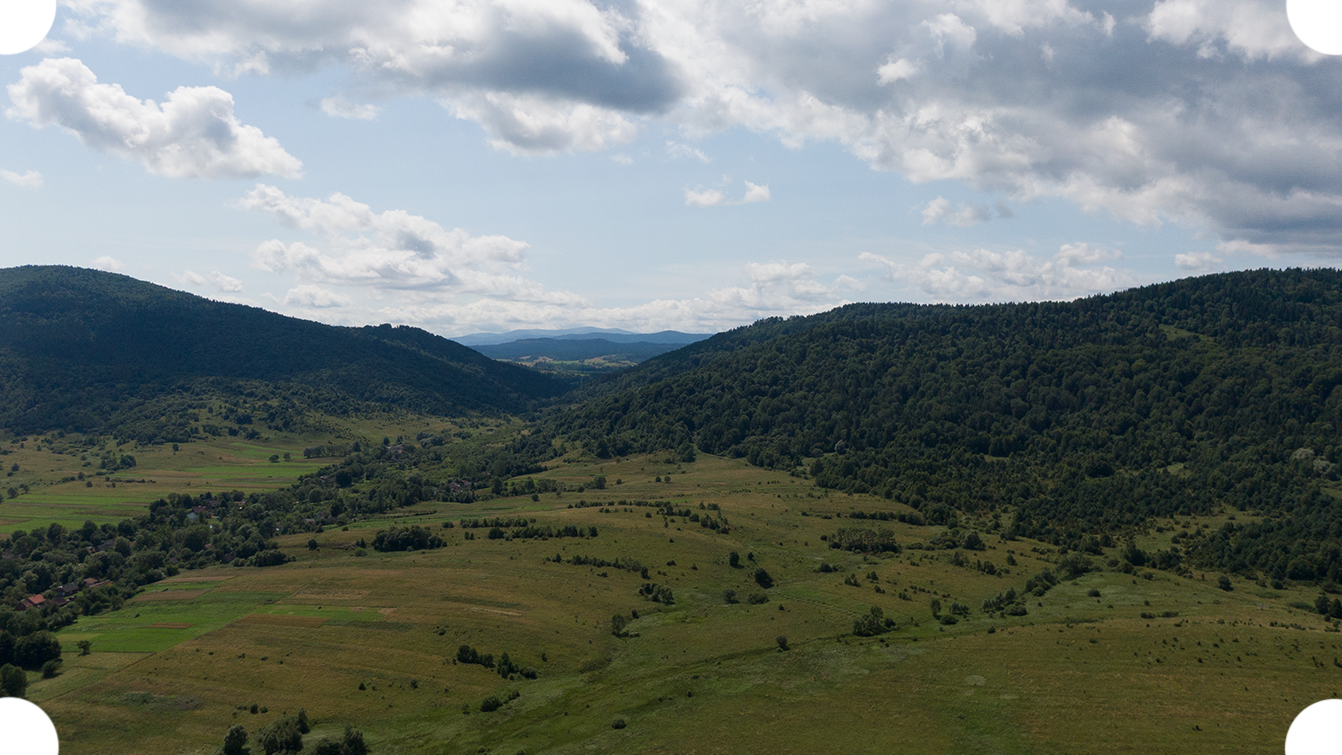
Грозьова. Світлина зроблена в рамках проекту «ФранкоМандри +». 2021 р.

Село тягнеться майже на 4 км вздовж північно-східного підніжжя гори Маґури-Лімнянської (1022 м над р. м.), яка є найвищою на Старосамбірщині.
Ґрунти в селі малогумусні, за механічним складом — важкі, жовтого кольору, причиною чого є водна ерозія. Зелений туризм в селі наразі не розвинений, хоча для його започаткування є всі передумови.
На Маґурі та нижче села, в напрямку сусіднього села Виців, росте доволі багато цілющих рослин: верес, іван-чай, калган (перстач прямостоячий), ялівець, чебрець, терен, шипшина тощо, ягідні: ожина і чорниці (або «яфори», в інших гірських районах Львівщини їх ще називають «афини», «яфини» або «бурівки»), а також гриби, в основному — рижики (їх у Ґрозьові ще називають «рички»), маслюки і сироїжки, підосичники і підберезники, опеньки, рідше — білі гриби, дощовики («порхавки»), оскільки село розкинулося у підніжжі північного схилу гори. На Маґурі також ростуть мохи з цілющими властивостями, зокрема Плау́н булавовидний (Lycopodium clavatum L.).

## Історія
Село виникло в XV ст.
На околиці села в урочищі Замчище є земляні вали — залишки укріпленого городища, яке існувало тут ще в XI столітті. Це укріплене військове городище в Грозьовій захищало прадавній шлях через Карпати «Руський путь». Саме цим шляхом, вверх по Дністру у 1594 році рухався татарський загін. За історичними даними і переказами, на околиці села Дністрик в урочищі Посіч відбувся бій з татарами. Бій був нерівний і багато горян було посічено (звідси і назва урочища).
Перша збережена документальна згадка про село датується 1492 роком.

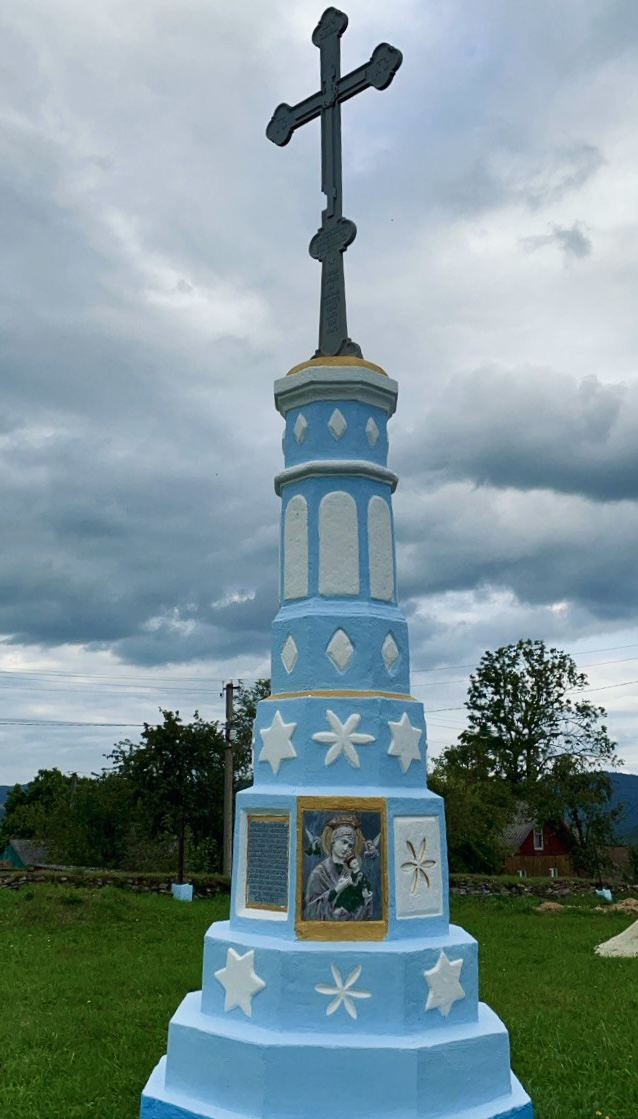
Місійний Хрест Тверезости у Грозьовій з ХІХ ст. Світлина зроблена в рамках проекту «БойкоМандри». 2023 р.

### Австро-Угорська імперія

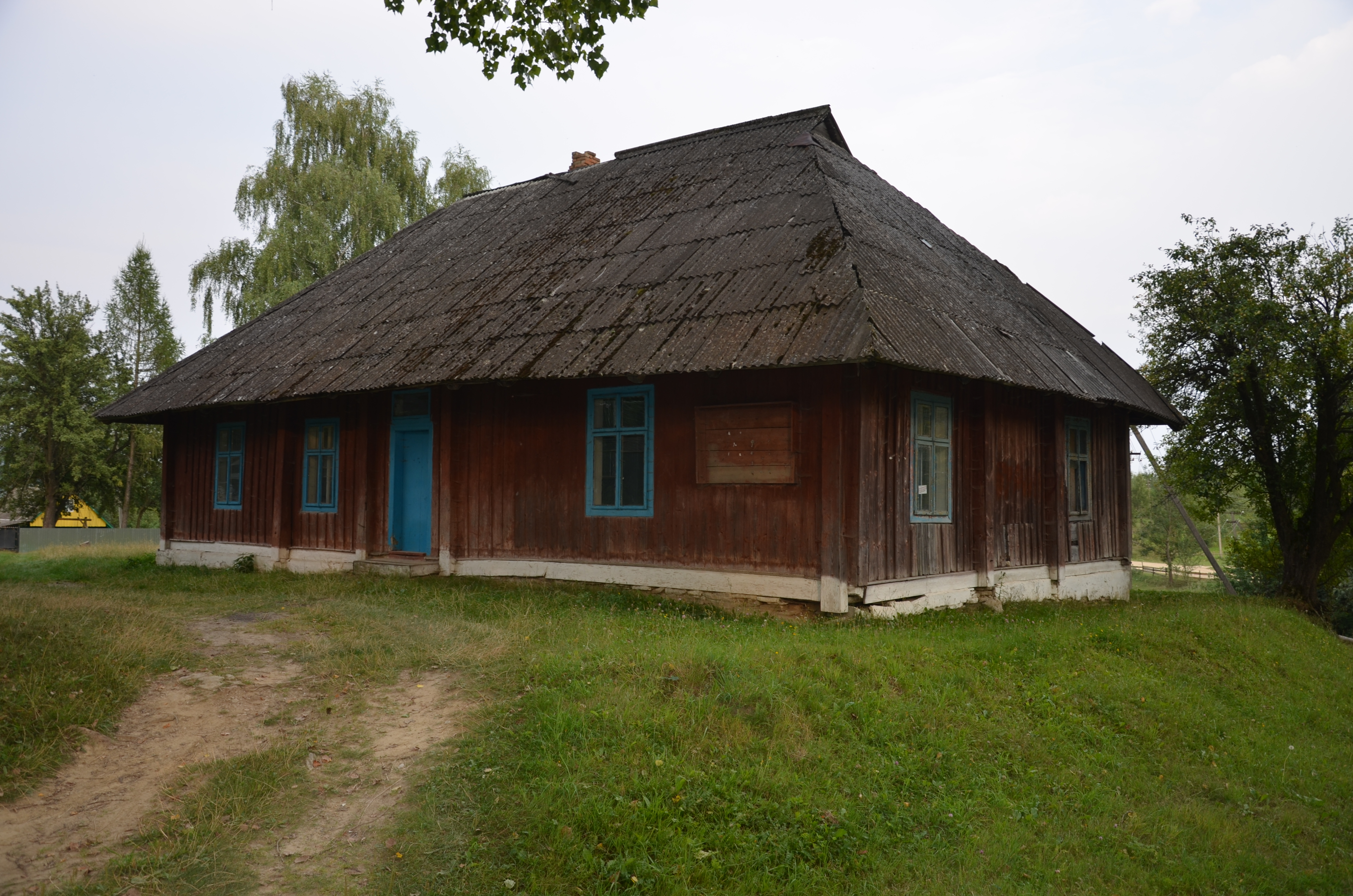
Грозівська хата-читальня «Просвіти». 2015 р.

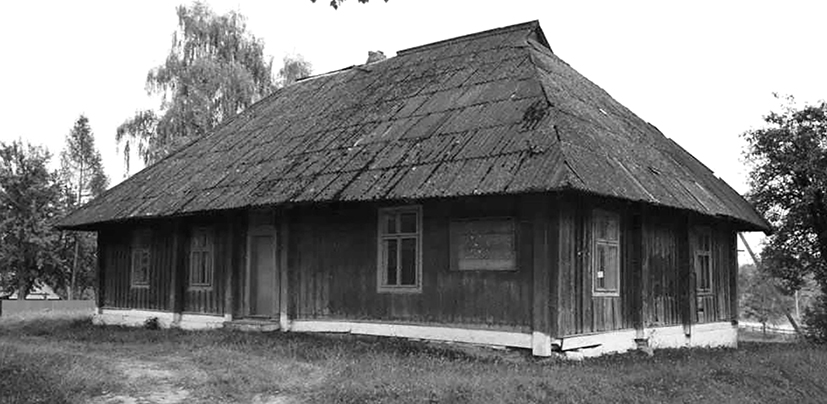
Школа у Грозьовій

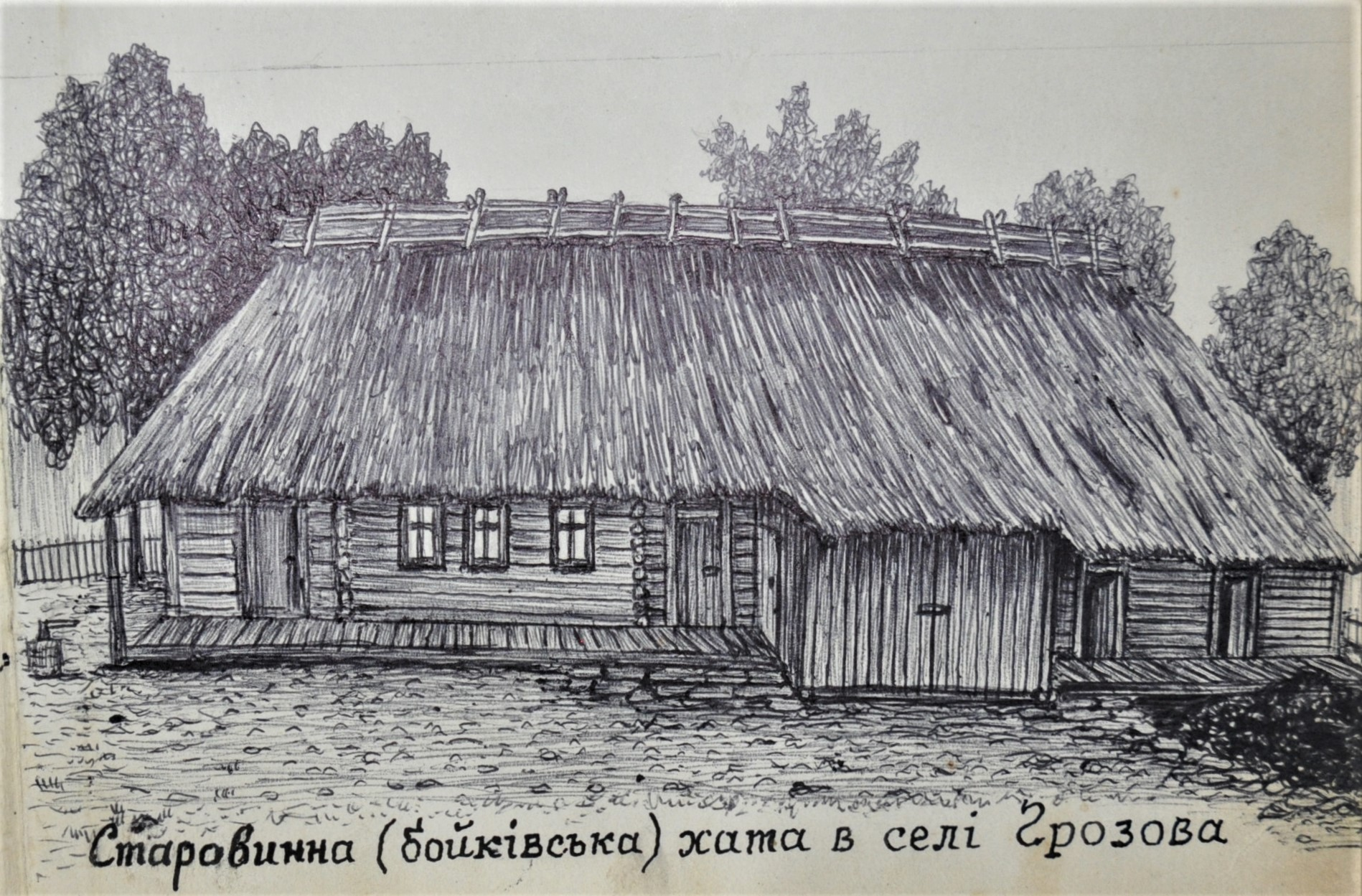
Шагало В. І. Старовинна бойківська хата в селі Грозова

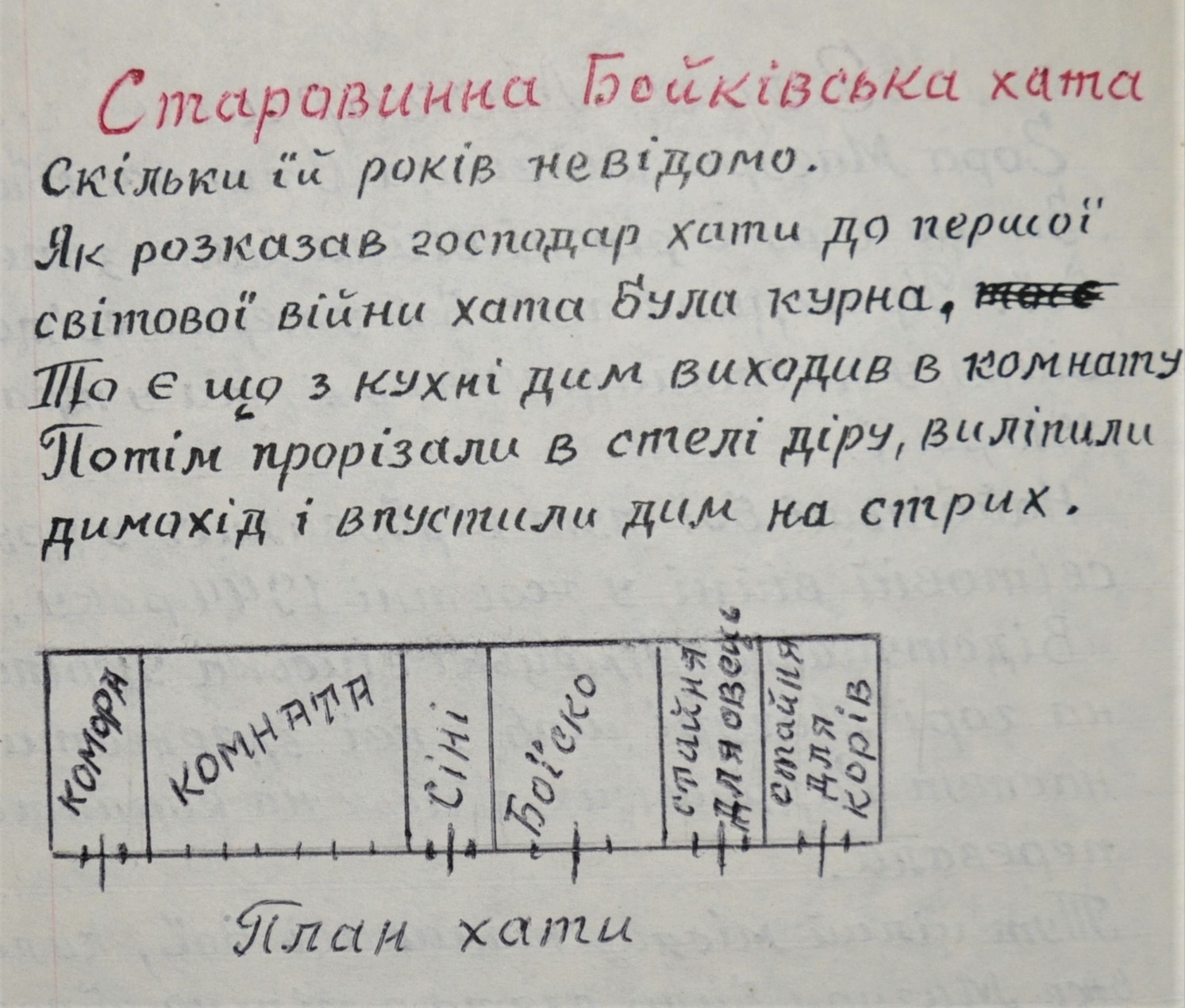
Шагало В. І. Старовинна бойківська хата в селі Грозова (продовження)

2 квітня 1893 р. у селі місцева громада відкрила читальню «Просвіти» в Ґрозьові, до якої одразу записалися 46 членів. До виділу обрано:
- головою — о. Михайла Флюнта, місцевого пароха,
- заступником — Василя Сеґиня, мельника,
- писарем — Якова Матішака, громадського писаря і дяка,
- скарбником — Михайла Максимовича,
- а бібліотекарем — Николая Копача.

За свідченням о. Михайла Зубрицького, невдовзі при читальні мали відкрити читальняну крамницю, опікуватися якою мав Василь Сиґінь: 
«Це дуже оборотний чоловік. Парубком вийшов з Ґрозьови у світ. Довший час був у Почаєві послушником. Вернувшись домів, учив дітей у Мшанци, пізніше — у Ґрозьові. Також із сусідніх сіл давали селяни дітей до нього на науку. Хоч у нас школи не було, то все-таки молодші майже всі уміють читати.

Тепер той чоловік мельничить, оброблює каміння на хрести, випалює цеглу і поставив собі сам мурований дім. Там буде продавати в читальняній крамниці, а що близько стоїть тартак, то і прихід буде. По оборотности і чесности управителя можна сподіватися, що крамниця буде розвиватися гарно».
Залишив о. М. Зубрицький і свідчення про характеристики тогочасного населення: 
«Нарід в цім куті цікавий і здібний, не зазнав дуже притиску від панщини, бо тут була камера, а за польських часів — королівські добра. Коли б так більше принуки і щирого проводу, успіх був би неабиякий.

Охочий до праці над народом — не зустріне тут перепон, як де-інде. Дворів нема, лише жиди-шинкарі і осілі на грунті. Але останні незаможні, щонайбільше ледве дихають та крутять, як можуть. Правда, вигадують усякі штуки, щоб селян відстрашувати, але вже подекуди не знаходять віри. Тож лише більше праці, а успіх буде незадовго великий!»
У 1928 р. населення села становило 1 141 особу, серед яких було 185 школярів та 5 родин євреїв.
Згідно УРЕ, у 20-30-х рр. в селі діяв осередок КПЗУ.

### Друга світова війна та другі визвольні змагання (1939-1950-ті рр.)
Про Плоске згадує воїн УПА, мемуарист Іван Дмитрик «Лис»: 
Це велике село, одне з найсвідоміших на Бойківщині, мало дуже добре зорганізовану самооборону. Сотенний, чотові і члени місцевої боївки оглянули терен і позначили місця для евентуальної оборони. У Грозьовій ми перебули два тижні; підхарчувалися, відпочили, а я навіть підлікував свої ноги. 
Далі він описує дуже незвичний спосіб лікування ран однією місцевою жителькою, а також про невдалу спробу одного зрадника «Калини» з сотні «Байди» завести сотню, в якій воював Іван Дмитрик, у засідку енкаведистів, що перебували в Бандрові.
Також про це село згадує у своїх спогадах чотовий УПА, командир охорони командування ТВ УПА «Маківка» Олекса Конопадський («Островерх», «Тополя»), який тут воював у 1944 та 1947-48 рр. Зокрема він детально описує бій в обороні села Ґрозьови в березні 1945 р.
Тоді банда поляків близько 400 осіб (200 з Війська Польського та понад 200 бандитів з Войткової, Ліщавки, Кузьмини і Бірчі) напала на село, підпалила кільканадцять хат і вбивала чоловіків. Прив'язували місцевих чоловіків до стовпів, а іншим наказували їх бити, потім відв'язували і наказували бити тих, хто били їх. Декілька померло коло стовпів.

З командиром Степаном Стебельським «Хріном» зголосилися оборонити село 36 чоловіків, два кулемети. Командир поділив їх на 3 групи, щоб вдарити з трьох боків села. Зокрема чотовому Тополі дісталось найтрудніше завдання: вдарити на долішній кінець села, здобути млин, переправитись через глибоку ріку, повну криги і снігу і наступати. В результаті успішного бою (у чоти УПА було 28 ранених і кілька вбитих) польські сили були розбиті, панічно втекли та з того часу стали обережними, а на цьому відтинку настав спокій. Не одного селянина УПА врятували від неминучої смерти. Скрізь говорили, що українських повстанців було вісім тисяч. 
… відозва була поширена в травні 1945 р. теж між поляками Перемиського, Ярославського, Любачівського, Томашівського, Грубешівського й сусідніх повітів, в якій м. і., українські повстанці писали: «Ми свідомі того, що боротьба поміж українцями і поляками недоцільна і шкідлива для обох народів, бо це вода на млин нашого спільного ворога — Москви. Ми далі стоїмо на становищі співпраці з польським населенням і його революційними елементами та поєднання спільної боротьби проти кремлівських поневолювачів, при умові, що дитам. Тому оголошуємо, що за мордування українців, й поляки відповідять у нашу сторону тим самим. Але невинної крови українського народу ми не простимо банграбіж майна, палення сіл та інші акти терору, звернені проти українського населення, ми будемо проводити оборонні та караючі акції як проти міліції, так і проти цивільних банд. Ці акції будемо проводити залежно від бандитських акцій з боку покидьків польського суспільства й застосуватимемо всякі форми відплати. Постараємося карати тільки винних, та застерігаємо, що в деяких випадках кулям тяжко вибирати, бо обставини на це не дозволяють. Відповідальність за все це падає на цілу організацію, під маркою якої діють усі банди та, передусім, на ті станиці поліції, що за їх почином і на їхньому терені ті бандитські протиукраїнські акції проводяться».
Вслід за повідомленням пішли заповіджені відплатні акції. Впродовж одного місяця, від 15 квітня до 15 травня 1945 р. відділи УПА розгромили понад 20 станиць польської міліції (Грозьова, Риботичі, Тисова, Вільшани, Жапалів, Старе Село, Брусно, Тирява, Сальна і ін.), спалено польські села Боршницю й В'язовницю та покарано мешканців того села за багатократну участь у мордуванні українців по сусідніх селах; обстріляно Гарнізони ВП в Конюші, Берендьовичах. А одночасно майже в кожному мішаному селі переведено збори польського населення, на яких представники УПА давали український погляд на витворену ситуацію.

Усе це мало успіх. Польський терор притих, МО перестала грабувати по українських селах, а з польською антибольшевицькою підпільною організацією ВІН («Вольносць і Нєподлєґлосць») заключено навіть договір про спільні акції проти большевиків. УПА опанувала ситуацію до тої міри, що від половини травня до серпня 1945 р. існувала на всьому Закерзонні т. зв. українська повстанська республіка, в якій ворог осмілювався появлятись на селах лише в асисті більших військових відділів.
Островерх приходив в село у 1947 р. з віст. Дубовим, вихідцем з Ґрозьови.

### Радянський період (з 1950-х до 1991рр.)
Грозівській сільраді було підпорядковане село Виців.
В селі був відділок радгоспу «Прикордонник», господарство спеціалізувалося у м'ясо-молочному напрямі, крім льону вирощували зернові, бобові.
Станом на 1968 р. тут знаходилася 8-річна школа, бібліотека, клуб.
Згідно з УРЕ, за післявоєнний період було збудовано 100 житлових будинків.

### Незалежність (з 1991р. по сьогодні)

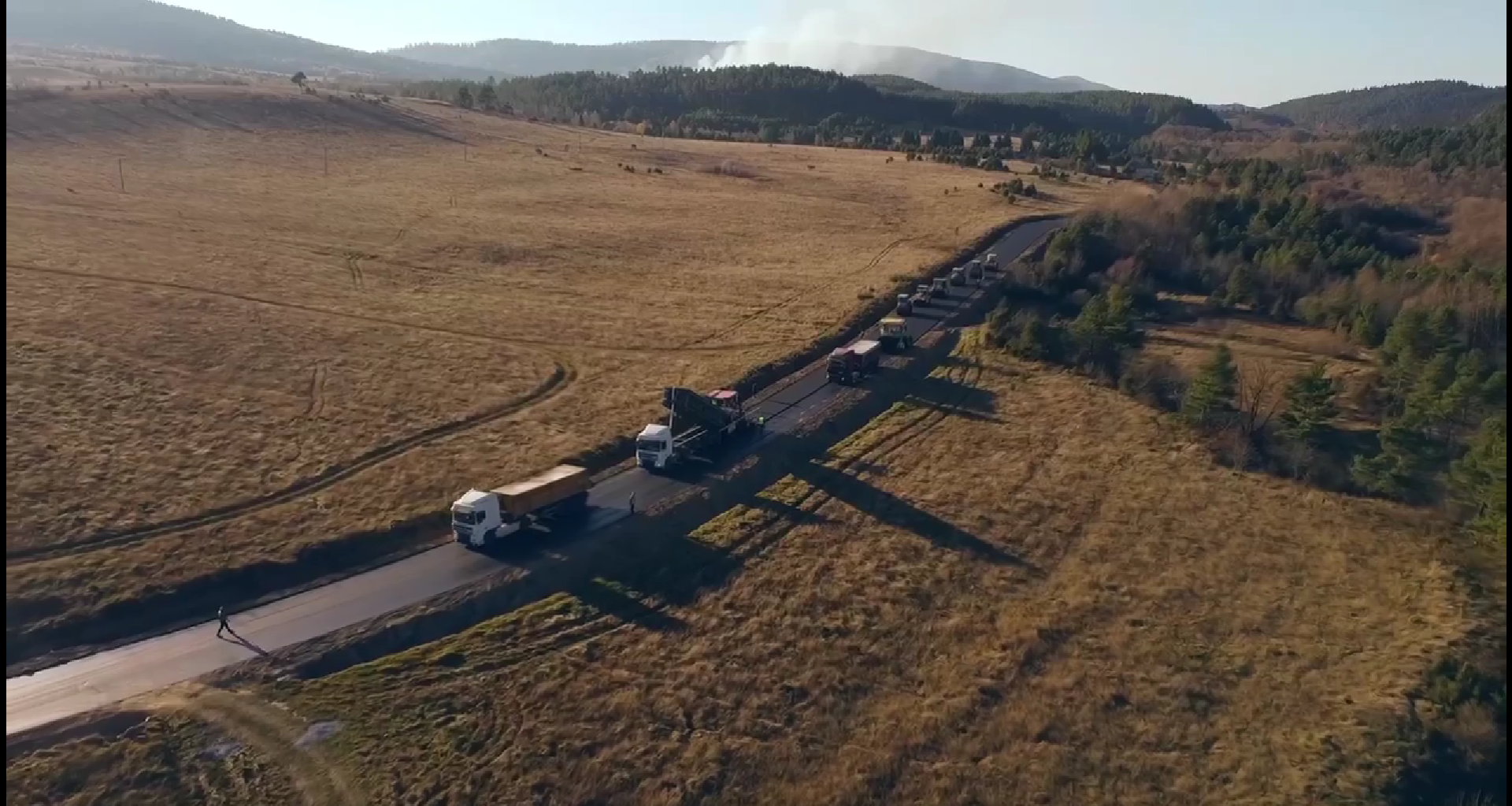
Асфальтоукладчики на мшанецьких полях біля Грозьової, капітальний ремонт дороги, осінь 2020 р.

У 2019—2020 рр. грозівці активно долучилися до боротьби за капітальний ремонт дороги Стрілки-Мшанець, яка також відома як «Бойківський Майдан». У 2023 р. село Грозьова разом із довколишніми селами ввійшло до мережі історико-туристичних маршрутів «БойкоМандри», яка створюється за підтримки УКФ та Стрілківської територіальної громади.

### Населення
У 1881 р. в селі було 184 будинки та 928 мешканців.
У 1928 р. населення села становило 1 141 особу, серед яких було 185 школярів та 5 родин євреїв.
У 1968 р. в селі проживали 1035 чоловік.
У 2001 р. тут проживало 690 осіб.

## Церква Богоявлення Господнього 1817 року

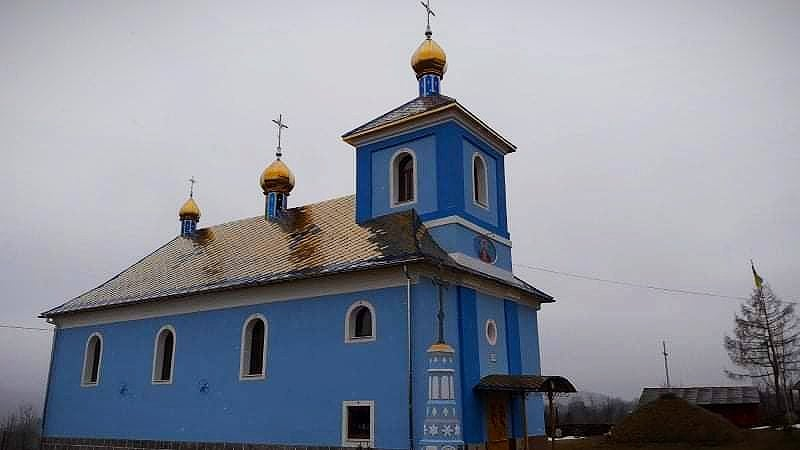
Церква Богоявлення Господнього. Фото з проекту «БойкоМандри», 2023.

У селі є пам'ятка архітектури — мурована церква Богоявлення Господнього, збудована у 1795 році, за іншими даними — у 1785 або 1817 (Шематизм з 1879 року). Церква оточена кам'яним муром.

### Перша храмова будівля XVIст.
У податковому реєстрі Перемиської землі за 1507 рік в селі вже згадана церква.
28 травня 1555 року королева Бона записала місцевому священику Івану 16 золотих. Відзначена церква і в люстрації 1565 року та у реєстрі 1577 року.
17 червня 1580 року Іван Комарницький продав грозьовське попівство зі всіма ґрунтами о. Луці та його синові Іванові за 300 золотих монети польської.
Привілей на парохію і її ґрунти для Гната і Гриця, синів священика Дем'яна, Андрія, сина священика Макарія, Гната, сина Андрія, і Івана, сина Іванового сина та ще одного Івана, сина Івана, надав 1660 року король Ян Казимир.
А 1682 року всі ці привілеї церкви підтвердила громада села для поповичів Андрія і Івана.
На жаль, не вдалося віднайти відомостей про церкву у XVII — першій половині XVIII ст. Візитатор, який відвідав Грозьову 1743 року, залишив короткий опис тодішньої церкви: «Церква Богоявлення Господнього з дерева збудована, якого року і ким посвячена невідомо. Вікон великих два, малих сім. Двері одні від заходу. Іконостас сницерської роботи і мальований. Дзвіниця над бабинцем. Церква ззовні і всередині вимагає ремонту. В коляції королівській».

### Друга храмова будівля (1784)
Згідно шематизму 1938 року, що посилається на незбережені джерела, у 1784 році була збудована державним коштом і з допомогою громади нова дерев'яна церква. В «Специфікації» 1804 року про неї записано: «Церква Богоявлення Господнього з дерева на фундаментах мурованих коштом скарбу і з допомогою громади виставлена, під дахом ґонтовим, в доброму стані».
Ця церква згоріла у 1810 році.

### Сучасна храмова будівля (1817)
У 1817 році на місці згорілої дерев'яної церкви звели нову муровану з одноярусною вежею на західному фасаді.
Церква постала в характерному для початкового періоду австрійської влади так званому терезіянському типі. Цього типу будували, зазвичай, на кошти дідича або самого цісаря, як в Грозьовій, що підтверджувало насадження новою владою своєї культури. Однак вони не прижилися на галицьких землях, і їх збереглося небагато. Церкви ці будували професійні архітектори і вони є свідченням свого часу.
«Спочатку місцевий пан задумав поставити римо-католицький костел. Коли були готові мури і покрито бляхою дах, пан передумав робити тут костел, адже в околиці не було багато католиків та й ксьондза доводилось би привозити аж зі Самбора. Тому пан вирішив продати споруду місцевій греко-католицькій громаді. Селяни погодилися, після чого свою дерев'яну церкву вони продали в село Бусовисько [можливо, мова йде про залишки від згорілої церкви], а муровану будівлю переобладнали під церкву. Тому тепер будівля ззовні нагадує костел, а всередині є церквою».
Під час ремонтних робіт 1883 року в церкві встановили новий іконостас з іконами пензля Адольфа Нікльоша.
Ще в кінці ХІХ ст. в церкві було рукописне «Євангеліє» 1636 року, подароване спаським ченцем.
Після арешту комуністами у 1946 греко-католицького священика о. Дмитра Кузьмінського (роки служіння у селі 1941—1946), ґрозівську парафію насильно приєднали до Російської Православної церкви (РПЦ). Аж до 2019 року церква залишалася у складі Української православної церкви Московського патріархату. Після утворення Православної церкви в Україні парафіяни перейшли у нову структуру.
Споруда розташована на підвищенні посеред села при вулиці, яка проходить набагато нижче. Попередня церква стояла на південь, на відстані 1,5 км, на місці, яке називають тепер Старе Попівство.
Однонавова базилікова споруда класицистичного стилю. В її планувально-просторовій композиції — велика прямокутна нава з рівноширокими нартексом та прямокутним вівтарем, до якого від сходу прилягає квадратова ризниця.

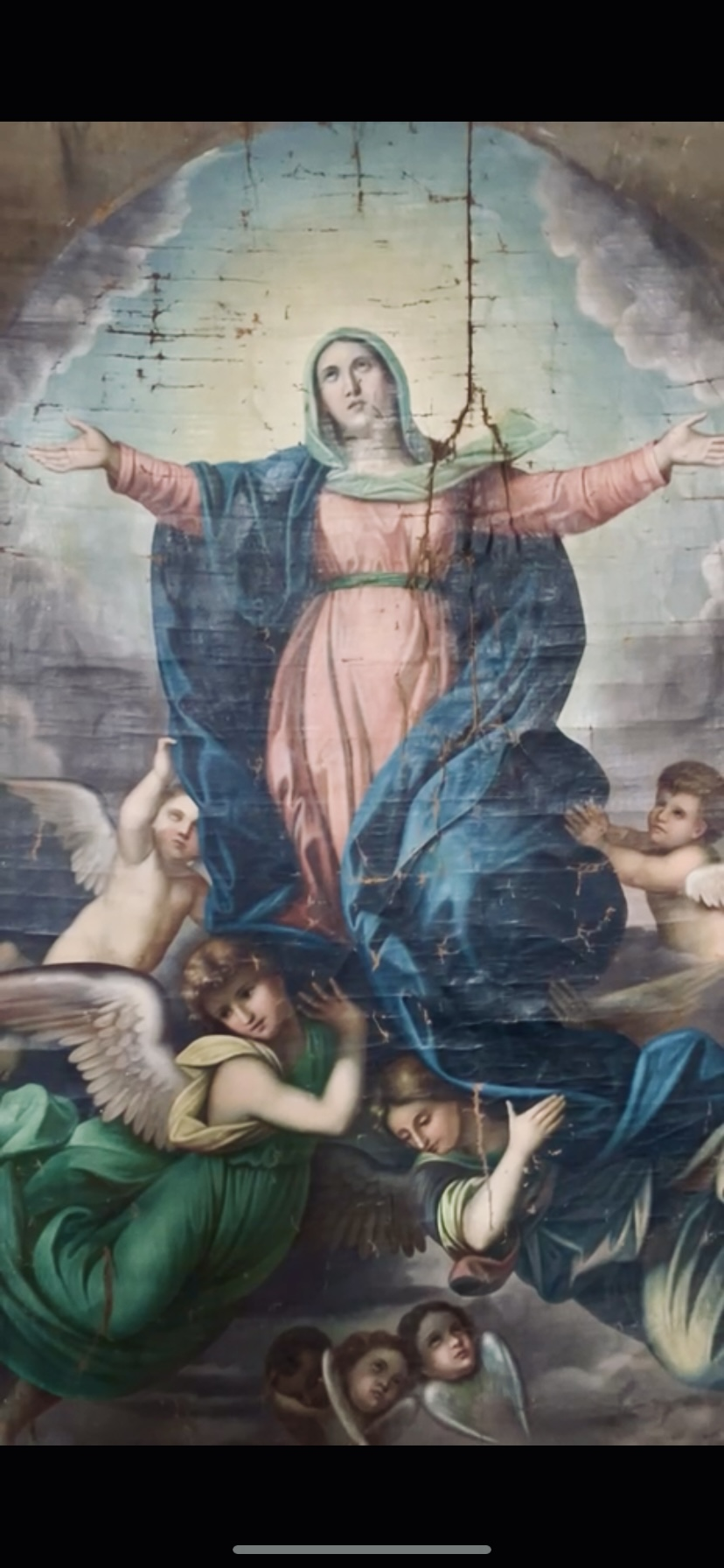
Образ із церкви у Грозьовій. Світлина зроблена в рамках проекту «БойкоМандри». 2023 р.

Акцентом споруди є одноярусна вежа-дзвіниця над нартексом, вкрита невисоким зрізаним чотирибічним наметом, увінчаним сліпим ліхтарем з маківкою. Споруда вкрита трисхилим дахом під бляхою, також трисхилим дахом вкрита ризничка. Церква освітлюється крізь витягнені прямокутні вікна з півциркульним завершенням. Чільний фасад підкреслений невеликим круглим вікном на осі над входом, під яким вмонтована нова таблиця «Збуд. 1785 // Рест. 1990 // 1000 ліття». Дата будівництва — неправильна. Три грані вежі мають півциркульні голосникові прорізи у нішах з замурованою нижньою частиною. Тиньковані стіни увінчані профільним ґзимсом, вежа підкреслена наріжними лопатками, які продовжуються донизу споруди. Внутрішній простір церкви має підкреслену тридільність — нартекс, нава і вівтар. Нава перекрита трьома полями вітрильних склепінь на підпружних арках. На другому ярусі нартексу влаштовані хори, відкриті півциркульною аркою до нави. Виходи на них і в дзвіницю влаштовані в закритих сходах по обидва боки нартексу. Вівтар також перекритий вітрильним склепінням. У вівтарі за запрестольною іконою розташований вхід в захристію. Стіни вкриті розписами 1980-х років. Збережений чотириярусний різьблений іконостас 1883 року в яскравому класицистичному стилі дугової побудови. Автором ікон академічного письма є маляр Адольф Нікльош. У вівтарі поміщена запрестольна ікона «Богоявлення Господнє». В наві зберігся бічний класицистичний вівтар з іконою «Покрови Пр. Богородиці», в церкві — рукописний нотно-лінійний «Ірмологіон» кінця XVII ст.
Церква належить до характерних терезіянських споруд початку ХІХ ст.
Є свідчення, що у стіни церкви вдарила блискавка, тому вони з'єднані між собою всередині храму металевою балкою.

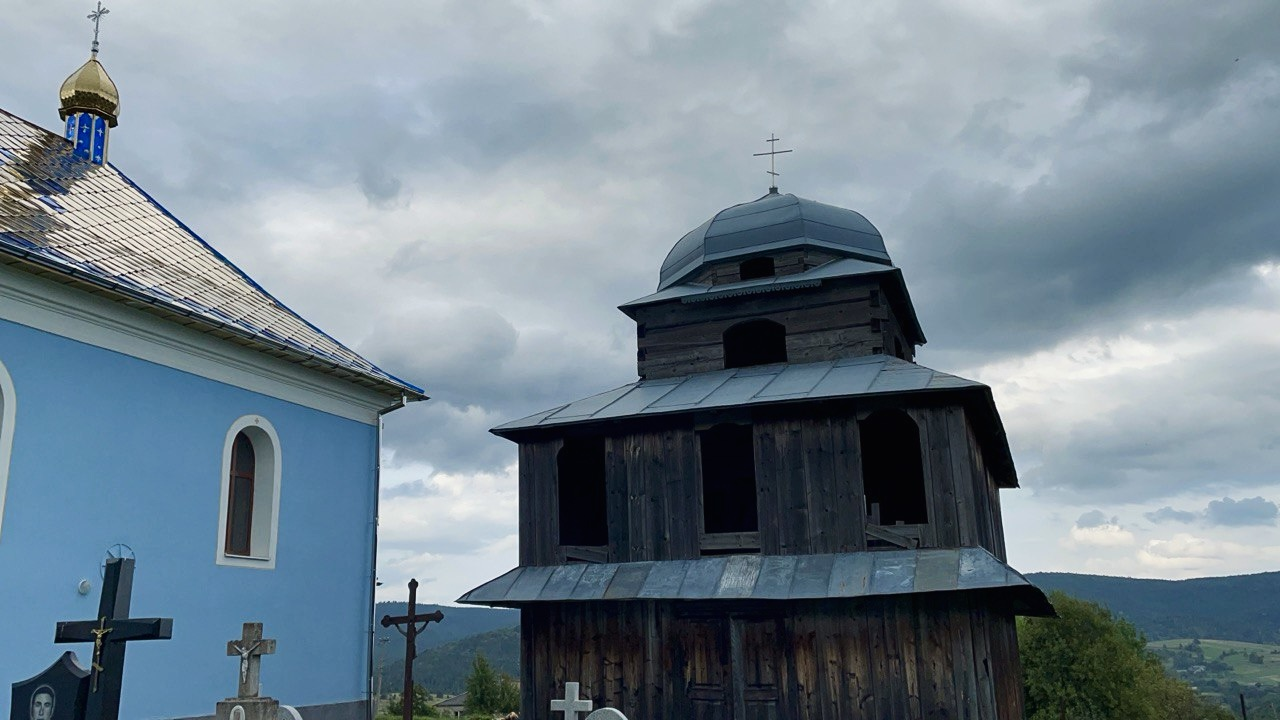
Церква і дзвіниця у Грозьовій. Світлина зроблена в рамках проекту «БойкоМандри». 2023 р.

Від півдня 2001 року поставили нову дерев'яну триярусну дзвіницю, вкриту восьмибічною банею.
Після насильницького переведення парафії з греко-католицької у РПЦ (останнього місцевого греко-католицького пароха о. Дмитра Кузьмінського арештували у 1946 році, опісля на його місце прийшов Степан Дримало, священик РПЦ), змінилася назва церкви та храмовий празник, який і досі святкується на Успіння Пресвятої Богородиці.
3 лютого 2019 року громада проголосувала за перехід до Православної церкви України (ПЦУ), ставши першою такою громадою в Старосамбірському районі.

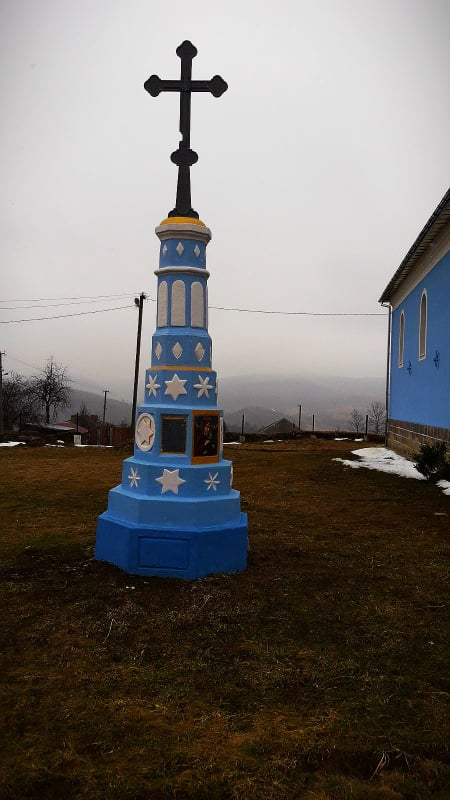
Місійний Хрест Тверезости у Грозьовій з ХІХ ст. Фото з проекту «БойкоМандри»

### Хрест тверезості Місії УГКЦ ХІХ ст.
Біля церкви встановлений Місійний Хрест Тверезості, встановлений місцевою греко-католицькою громадою у ХІХ ст. на високому багато оздобленому постаменті.
За деякими даними, в селі діяло Товариство Тверезості у порозумінні з УГКЦ, яке встановило цей хрест.

### Священики, які обслуговували парафію, та їх уряди (з 1835р.)
| Ім'я                               | Рік початку служіння | Рік завершення служіння      | Уряд          |
| ---------------------------------- | -------------------- | ---------------------------- | ------------- |
| Полянський Ілярій (греко-катол.)   | 1835                 | 1838                         | адм. кап.     |
| Скобельський Андрій (греко-катол.) | 1838                 | 1855                         | адм. кап.     |
| Літинський Венедикт (греко-катол.) | 1855                 | 1857                         | адм. кап.     |
| Погорецький Іван (греко-катол.)    | 1857                 | 1864                         | адм. кап.     |
| Гинилевич Нестор (греко-катол.)    | 1864                 | 1873 (помер)                 | адм. кап.     |
| Кунців Олексій (греко-катол.)      | 1873                 | 1876                         | адм. кап.     |
| Дорик Теодор (греко-катол.)        | 1876                 | 1879                         | адм. кап.     |
| Марчак Дмитро (греко-катол.)       | 1880                 | 1881                         | адм. кап.     |
| Флюнт Михайло (греко-катол.)       | 1881                 | 1886                         | адм. кап.     |
| Флюнт Михайло (греко-катол.)       | 1886                 | 1902 (помер, похований тут)  | парох         |
| Стеців Роман (греко-катол.)        | 1902                 | 1903                         | адміністратор |
| Левицький Володимир (греко-катол.) | 1903                 | 1919 (помер)                 | парох         |
| Бугера Костянтин (греко-катол.)    | 1921                 | 1922                         | адміністратор |
| Бугера Костянтин (греко-катол.)    | 1922                 | 1941 (вбитий, похований тут) | парох         |
| Кузьмінський Дмитро (греко-катол.) | 1941                 | 1946 (арештований)           | парох         |
| Дримало Степан (РПЦ)               | (1946)               | (1958)                       | настоятель    |
| Лех Григорій (РПЦ)                 | 1958                 | 1960                         | настоятель    |
| Баранюк Нестор (РПЦ)               | 1960                 | 1961                         | настоятель    |
| Пасемків Любомир (РПЦ)             | (1961)               | 1979                         | настоятель    |
| Вовчків Василь (РПЦ/ УПЦ МП)       | 1980                 | (2018)                       | настоятель    |
| Микола (ПЦУ)                       | 2018                 |                              |               |

## Пам'ятки
- У селі встановлений Місійний Хрест Тверезости на пам'ять про місії, які у селі організовувала греко-католицька церква у ХІХ ст.
- Біля підніжжя гори Магура-Лімнянська є залізний хрест на місці колишньої криївки де розстріляли 21 повстанця. Усі вони поховані коло храму Богоявлення Господнього в братській могилі.
- На символічній братській могилі є табличка з написом “Бійці УПА, які боролися за волю України і загинули від рук енкаведистів в с. Грозьові 22.11.1945” і далі перелік імен та прізвищ із зазначенням року народження.[34]
- На вершині Магури-Лімнянської встановлений пам'ятник на могилі бійцям Радянської армії, які загинули під час штурму вершини 22 вересня 1944 року. В основному це були вихідці із Львівської та Станіславської областей, які були щойно мобілізовані до складу Станіславської стрілецької дивізії[3]. У 2023 р. цей пам'ятник зруйнували в рамках руху «Декомунізація України».

## Відомі люди

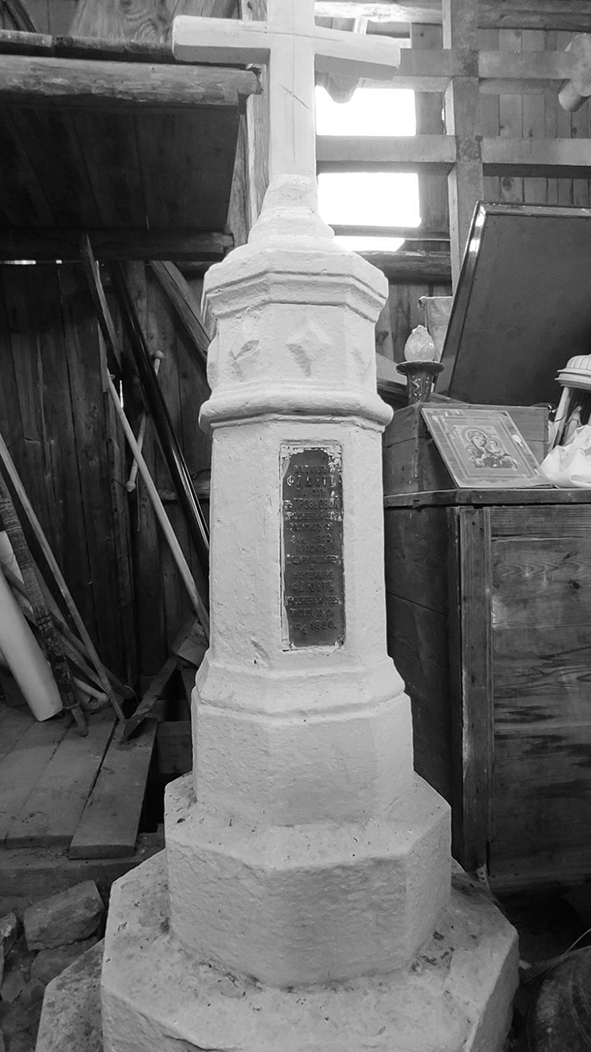
Могила о. Михайла Флюнта, пароха Грозьової.

- Могила о. Михайла Флюнта, пароха Грозьової.Михайло Флюнт — греко-католицький священик, з 1881 по 1886 рр. був адміністратором місцевої церкви, з 1886 по 1902 — парохом[35].
- Василь Сиґінь — селянин, перший пробудитель краю, в народі відомий як «Сиґінь-Монах». 1870-х рр. він побував у Почаєві і повернувся з купою книг церковнослов'янською та російською мовами, а також духовним саном, який офіційні органи влади не визнавали, оскільки Російська імперія вважалася ворожою державою. Сиґінь перший почав вчити дітей церковнослов'янської грамоти, бо доти населення було неписьменним. Був мельником, обробляв каміння на хрести, випалював цеглу, збудував для себе мурований будинок, у якому мала розміщуватися крамниця читальні «Просвіти». Був заступником голови «Просвіти» у Ґрозьові.
- Копач Іван — український релігійний і громадський діяч, педагог, мовознавець, літературознавець, доктор філософії, професор.

## Цікаві факти
У 1880-х роках. Іван Франко разом з Антоном Березинським кілька разів відпочивав у с. Грозьово у місцевого греко-католицького пароха о. Михайла Флюнта, з яким часто ходив на полювання.
На місцевому кладовищі є поховання двох греко-католицьких парохів с. Ґрозова: о. Михайла Флюнта (роки служіння у селі 1881—1902) та о. Костянтина Бугери (роки служіння у селі 1921—1941).